# Кожай-Іцькі Вершини
Кожа́й-І́цькі Верши́ни (рос. Кожай-Икские Вершины, башк. Кожай-Ыкбашы) — присілок у складі Біжбуляцького району Башкортостану, Росія. Входить до складу Михайловської сільської ради.
Населення — 275 осіб (2010; 389 в 2002).
Національний склад:
- чуваші — 93 %